# Typhonium neogracile
Typhonium neogracile är en kallaväxtart som beskrevs av Jin Murata. Typhonium neogracile ingår i släktet Typhonium och familjen kallaväxter. Inga underarter finns listade.